# Свети Атанасий (Римнио)
Вижте пояснителната страница за други значения на Свети Атанасий.
„Свети Атанасий“ (на гръцки: Αγίου Αθανασίου) е православна църква в кожанското село Римнио, Егейска Македония, Гърция, част от Сервийската и Кожанска епархия.
Храмът е построен в XVI век. Представлява еднокорабен поствизантийски храм със стенописи от средата на XVI век. В 1996 година църквата е обявена за защитен паметник.